# Styggtjärnen (Tännäs socken, Härjedalen)
Styggtjärnen är en sjö i Härjedalens kommun i Härjedalen och ingår i Göta älvs huvudavrinningsområde. Sjön har en area på 0,439 kvadratkilometer och ligger 778,6 meter över havet. Styggtjärnen ligger i Rogen Natura 2000-område. Vid provfiske har abborre, lake, röding och öring fångats i sjön.

## Delavrinningsområde
Styggtjärnen ingår i det delavrinningsområde (692029-132811) som SMHI kallar för Utloppet av Styggtjärnen. Medelhöjden är 784 meter över havet och ytan är 1,34 kvadratkilometer. Det finns inga avrinningsområden uppströms utan avrinningsområdet är högsta punkten. Vattendraget som avvattnar avrinningsområdet har biflödesordning 5, vilket innebär att vattnet flödar genom totalt 5 vattendrag innan det når havet efter 723 kilometer. Avrinningsområdet består mestadels av skog (67 procent). Avrinningsområdet har 0,44 kvadratkilometer vattenytor vilket ger det en sjöprocent på 32,5 procent.